# 李端榘
李端榘，字子方，貴州省貴陽府貴築縣人，清朝政治人物、進士出身。
光緒十二年（1886年）丙戌科進士，二甲四十一名，同年五月，改翰林院庶吉士。光緒十五年四月，散館，著以知县即用，改陝西寶雞縣知縣。